# 1987 en aéronautique
Chronologie de l'aéronautique
- 1983
- 1984
- 1985
- 1986
- 1987
- 1988
- 1989
- 1990
- 1991

Cet article présente les faits marquants de l'année 1987 en aéronautique.

## Événements

### Janvier
- 7 janvier : raid aérien français contre la base aérienne libyenne de Ouadi-Doum en représailles à une attaque libyenne contre des Français.

### février
- 13 février : premier vol de l'avion néerlandais Fokker F50.
- 22 février : premier essai en vol de l'Airbus A320, au-dessus de Toulouse, le nouveau biréacteur moyen-courrier d'une capacité maximale de 180 passagers. Cet avion dispose de plusieurs nouveautés techniques qui lui offrent un avantage concurrentiel, dont le fait de deux hommes seulement suffisent à le piloter.

### Mars
- 9 mars : premier vol de l'avion ADAV soviétique Yakovlev Yak-141 Freestyle.

### Avril
- 25 avril : livraison des deux premiers exemplaires du bombardier supersonique soviétique Tupolev Tu-160 Blackjack au 184e régiment de la garde de bombardiers lourds appartenant à la VVS.

### Mai
- 4 mai : deux ULM (ultra-léger motorisé) se posent au pôle Nord.
- 15 mai : premier vol du lanceur lourd soviétique Energia.
- 28 mai : déjouant tous les systèmes de la défense antiaérienne soviétique, l'Allemand Mathias Rust pose son Cessna sur la Place Rouge à Moscou.

### Juin
- 24 juin : premier vol de l'avion de surveillance ouest-allemand Grob G 520.

## Septembre
- 22 septembre : un Grumman F-14 Tomcat de l’US Navy affecté à l'USS Saratoga (CVA-60) abat à la suite d'un tir ami un RF-4C Phantom de l’USAF en Méditerranée lors d'un exercice[1].

### Août
- 17 août : premier vol du chasseur embarqué soviétique Soukhoï Su-33.
- 30 août : le gouvernement israélien renonce à développer le Lavi.

### Octobre
- 9 octobre : premier vol de l'hélicoptère anglo-italien AgustaWestland EH101.
- 23 octobre : le dernier Lockheed F-104 Starfighter de la Luftwaffe est retiré du service actif.
- 26 octobre : premier vol à partir du nouvel aéroport de Londres City.

### Décembre
- 23 décembre : première relève complète d'un équipage sur orbite, après l'amarrage à la station Mir du vaisseau spatial Soyouz TM-4 avec trois cosmonautes à bord.